# Lista di asteroidi (400001-401000)
Di seguito una lista di asteroidi dal numero 400001 al 401000 con data di scoperta e scopritore.

## 400001-400100
| Nome               | Designazione provvisoria | Data di scoperta  | Scopritore           |
| ------------------ | ------------------------ | ----------------- | -------------------- |
| 400001 -           | 2006 FW17                | 23 marzo 2006     | Spacewatch           |
| 400002 -           | 2006 GN20                | 2 aprile 2006     | Spacewatch           |
| 400003 -           | 2006 HG32                | 19 aprile 2006    | Spacewatch           |
| 400004 -           | 2006 HD34                | 19 aprile 2006    | Mt. Lemmon Survey    |
| 400005 -           | 2006 HD72                | 25 aprile 2006    | Spacewatch           |
| 400006 -           | 2006 HV90                | 29 aprile 2006    | Spacewatch           |
| 400007 -           | 2006 HP91                | 29 aprile 2006    | Spacewatch           |
| 400008 -           | 2006 HL103               | 30 aprile 2006    | Spacewatch           |
| 400009 -           | 2006 JC28                | 3 maggio 2006     | Spacewatch           |
| 400010 -           | 2006 JC29                | 3 maggio 2006     | Spacewatch           |
| 400011 -           | 2006 JF81                | 6 maggio 2006     | Mt. Lemmon Survey    |
| 400012 -           | 2006 KH11                | 19 maggio 2006    | Mt. Lemmon Survey    |
| 400013 -           | 2006 KE24                | 19 maggio 2006    | Mt. Lemmon Survey    |
| 400014 -           | 2006 KD108               | 19 aprile 2006    | Mt. Lemmon Survey    |
| 400015 -           | 2006 KH126               | 25 maggio 2006    | Wiegert, P. A.       |
| 400016 -           | 2006 MG13                | 25 giugno 2006    | Eskridge             |
| 400017 -           | 2006 OX10                | 26 luglio 2006    | Hoenig, S. F.        |
| 400018 -           | 2006 OG14                | 27 luglio 2006    | Hoenig, S. F.        |
| 400019 -           | 2006 OT14                | 25 luglio 2006    | NEAT                 |
| 400020 -           | 2006 OA22                | 21 luglio 2006    | Mt. Lemmon Survey    |
| 400021 -           | 2006 PZ10                | 13 agosto 2006    | NEAT                 |
| 400022 -           | 2006 PE32                | 15 agosto 2006    | NEAT                 |
| 400023 -           | 2006 PE33                | 13 agosto 2006    | Siding Spring Survey |
| 400024 -           | 2006 PL37                | 13 agosto 2006    | NEAT                 |
| 400025 -           | 2006 QK2                 | 17 agosto 2006    | NEAT                 |
| 400026 -           | 2006 QR42                | 17 agosto 2006    | NEAT                 |
| 400027 -           | 2006 QA48                | 21 agosto 2006    | Spacewatch           |
| 400028 -           | 2006 QF83                | 27 agosto 2006    | Spacewatch           |
| 400029 -           | 2006 QF92                | 16 agosto 2006    | NEAT                 |
| 400030 -           | 2006 QJ96                | 16 agosto 2006    | NEAT                 |
| 400031 -           | 2006 QX105               | 28 agosto 2006    | CSS                  |
| 400032 -           | 2006 QU107               | 28 agosto 2006    | CSS                  |
| 400033 -           | 2006 QT108               | 28 agosto 2006    | Tucker, R. A.        |
| 400034 -           | 2006 QZ116               | 27 agosto 2006    | LONEOS               |
| 400035 -           | 2006 QF119               | 28 agosto 2006    | LINEAR               |
| 400036 -           | 2006 QY121               | 29 agosto 2006    | CSS                  |
| 400037 -           | 2006 QA135               | 27 agosto 2006    | LONEOS               |
| 400038 -           | 2006 QM155               | 18 agosto 2006    | Spacewatch           |
| 400039 -           | 2006 QS164               | 29 agosto 2006    | LONEOS               |
| 400040 -           | 2006 QK167               | 30 agosto 2006    | LONEOS               |
| 400041 -           | 2006 QW186               | 18 agosto 2006    | Spacewatch           |
| 400042 -           | 2006 RX20                | 15 settembre 2006 | Spacewatch           |
| 400043 -           | 2006 RK57                | 15 settembre 2006 | Spacewatch           |
| 400044 -           | 2006 RH82                | 15 settembre 2006 | Spacewatch           |
| 400045 -           | 2006 RA83                | 15 settembre 2006 | Spacewatch           |
| 400046 -           | 2006 RC100               | 14 settembre 2006 | CSS                  |
| 400047 -           | 2006 RT100               | 14 settembre 2006 | CSS                  |
| 400048 -           | 2006 RX107               | 14 settembre 2006 | Masiero, J.          |
| 400049 -           | 2006 RG120               | 12 settembre 2006 | Lowe, A.             |
| 400050 -           | 2006 SR26                | 16 settembre 2006 | LONEOS               |
| 400051 -           | 2006 ST38                | 18 settembre 2006 | Spacewatch           |
| 400052 -           | 2006 SQ42                | 18 settembre 2006 | LONEOS               |
| 400053 -           | 2006 SV53                | 16 settembre 2006 | CSS                  |
| 400054 -           | 2006 SK55                | 18 settembre 2006 | CSS                  |
| 400055 -           | 2006 SC59                | 16 settembre 2006 | CSS                  |
| 400056 -           | 2006 SV61                | 18 settembre 2006 | CSS                  |
| 400057 -           | 2006 SM71                | 21 luglio 2006    | Mt. Lemmon Survey    |
| 400058 -           | 2006 SK76                | 19 settembre 2006 | Spacewatch           |
| 400059 -           | 2006 SA95                | 18 settembre 2006 | Spacewatch           |
| 400060 -           | 2006 SO95                | 18 settembre 2006 | Spacewatch           |
| 400061 -           | 2006 SK97                | 18 settembre 2006 | Spacewatch           |
| 400062 -           | 2006 SY97                | 18 settembre 2006 | Spacewatch           |
| 400063 -           | 2006 SO98                | 18 settembre 2006 | Spacewatch           |
| 400064 -           | 2006 SD105               | 19 settembre 2006 | CSS                  |
| 400065 -           | 2006 SR116               | 24 settembre 2006 | Spacewatch           |
| 400066 -           | 2006 SF127               | 24 settembre 2006 | LONEOS               |
| 400067 -           | 2006 SU127               | 17 settembre 2006 | CSS                  |
| 400068 -           | 2006 SV130               | 23 settembre 2006 | Endate, K.           |
| 400069 -           | 2006 SC152               | 19 settembre 2006 | Spacewatch           |
| 400070 -           | 2006 SK159               | 23 settembre 2006 | Spacewatch           |
| 400071 -           | 2006 SW167               | 25 settembre 2006 | Spacewatch           |
| 400072 Radviliškis | 2006 SQ197               | 25 settembre 2006 | Moletai              |
| 400073 -           | 2006 SC205               | 19 settembre 2006 | Spacewatch           |
| 400074 -           | 2006 SF209               | 26 settembre 2006 | LINEAR               |
| 400075 -           | 2006 SD228               | 18 settembre 2006 | Spacewatch           |
| 400076 -           | 2006 SQ232               | 26 settembre 2006 | Spacewatch           |
| 400077 -           | 2006 SY238               | 28 agosto 2006    | Spacewatch           |
| 400078 -           | 2006 SU266               | 26 settembre 2006 | Spacewatch           |
| 400079 -           | 2006 SV287               | 25 settembre 2006 | CSS                  |
| 400080 -           | 2006 SC292               | 27 settembre 2006 | CSS                  |
| 400081 -           | 2006 SS301               | 26 settembre 2006 | CSS                  |
| 400082 -           | 2006 SC311               | 27 settembre 2006 | Spacewatch           |
| 400083 -           | 2006 ST333               | 28 settembre 2006 | Spacewatch           |
| 400084 -           | 2006 SJ343               | 28 settembre 2006 | Spacewatch           |
| 400085 -           | 2006 SZ345               | 28 settembre 2006 | Spacewatch           |
| 400086 -           | 2006 SA352               | 30 settembre 2006 | CSS                  |
| 400087 -           | 2006 SG354               | 30 settembre 2006 | CSS                  |
| 400088 -           | 2006 SB368               | 28 settembre 2006 | Farra d'Isonzo       |
| 400089 -           | 2006 SH385               | 29 settembre 2006 | Becker, A. C.        |
| 400090 -           | 2006 SV389               | 30 settembre 2006 | Becker, A. C.        |
| 400091 -           | 2006 SQ390               | 30 settembre 2006 | Becker, A. C.        |
| 400092 -           | 2006 SQ400               | 25 settembre 2006 | Spacewatch           |
| 400093 -           | 2006 SF406               | 19 settembre 2006 | Spacewatch           |
| 400094 -           | 2006 SN407               | 26 settembre 2006 | Mt. Lemmon Survey    |
| 400095 -           | 2006 SJ413               | 25 settembre 2006 | CSS                  |
| 400096 -           | 2006 TX13                | 10 ottobre 2006   | NEAT                 |
| 400097 -           | 2006 TF14                | 10 ottobre 2006   | NEAT                 |
| 400098 -           | 2006 TK14                | 10 ottobre 2006   | NEAT                 |
| 400099 -           | 2006 TS24                | 12 ottobre 2006   | Spacewatch           |
| 400100 -           | 2006 TC28                | 12 ottobre 2006   | Spacewatch           |

## 400101-400200
| Nome           | Designazione provvisoria | Data di scoperta  | Scopritore                |
| -------------- | ------------------------ | ----------------- | ------------------------- |
| 400101 -       | 2006 TO43                | 12 ottobre 2006   | Spacewatch                |
| 400102 -       | 2006 TS53                | 12 ottobre 2006   | Spacewatch                |
| 400103 -       | 2006 TQ58                | 3 giugno 2006     | CSS                       |
| 400104 -       | 2006 TF65                | 11 ottobre 2006   | NEAT                      |
| 400105 -       | 2006 TF75                | 11 ottobre 2006   | NEAT                      |
| 400106 -       | 2006 TJ84                | 13 ottobre 2006   | Spacewatch                |
| 400107 -       | 2006 TO85                | 13 ottobre 2006   | Spacewatch                |
| 400108 -       | 2006 TN122               | 11 ottobre 2006   | NEAT                      |
| 400109 -       | 2006 TS123               | 2 ottobre 2006    | Mt. Lemmon Survey         |
| 400110 -       | 2006 TC125               | 4 ottobre 2006    | Mt. Lemmon Survey         |
| 400111 -       | 2006 TB129               | 3 ottobre 2006    | Mt. Lemmon Survey         |
| 400112 -       | 2006 UF8                 | 16 ottobre 2006   | CSS                       |
| 400113 -       | 2006 UF16                | 17 ottobre 2006   | Mt. Lemmon Survey         |
| 400114 -       | 2006 UQ20                | 16 ottobre 2006   | Spacewatch                |
| 400115 -       | 2006 UV21                | 16 ottobre 2006   | Spacewatch                |
| 400116 -       | 2006 UH24                | 16 ottobre 2006   | Spacewatch                |
| 400117 -       | 2006 UN30                | 25 settembre 2006 | Spacewatch                |
| 400118 -       | 2006 UU30                | 16 ottobre 2006   | Spacewatch                |
| 400119 -       | 2006 UM32                | 16 ottobre 2006   | Spacewatch                |
| 400120 -       | 2006 UZ51                | 17 ottobre 2006   | Spacewatch                |
| 400121 -       | 2006 UE58                | 18 ottobre 2006   | Spacewatch                |
| 400122 -       | 2006 UG84                | 17 ottobre 2006   | Mt. Lemmon Survey         |
| 400123 -       | 2006 UL88                | 17 ottobre 2006   | Spacewatch                |
| 400124 -       | 2006 UM88                | 17 ottobre 2006   | Spacewatch                |
| 400125 -       | 2006 UY100               | 3 ottobre 2006    | Mt. Lemmon Survey         |
| 400126 -       | 2006 UP105               | 3 ottobre 2006    | Mt. Lemmon Survey         |
| 400127 -       | 2006 UO106               | 18 ottobre 2006   | Spacewatch                |
| 400128 -       | 2006 UG126               | 19 ottobre 2006   | Spacewatch                |
| 400129 -       | 2006 UK128               | 19 ottobre 2006   | Spacewatch                |
| 400130 -       | 2006 US128               | 2 ottobre 2006    | Mt. Lemmon Survey         |
| 400131 -       | 2006 UY128               | 19 ottobre 2006   | Spacewatch                |
| 400132 -       | 2006 UH152               | 20 ottobre 2006   | Spacewatch                |
| 400133 -       | 2006 UU170               | 21 ottobre 2006   | Mt. Lemmon Survey         |
| 400134 -       | 2006 UM177               | 16 ottobre 2006   | CSS                       |
| 400135 -       | 2006 UB178               | 16 ottobre 2006   | CSS                       |
| 400136 -       | 2006 UE188               | 19 ottobre 2006   | CSS                       |
| 400137 -       | 2006 UN189               | 19 ottobre 2006   | CSS                       |
| 400138 -       | 2006 UX189               | 19 ottobre 2006   | CSS                       |
| 400139 -       | 2006 UM192               | 19 ottobre 2006   | CSS                       |
| 400140 -       | 2006 UU201               | 21 ottobre 2006   | Mt. Lemmon Survey         |
| 400141 -       | 2006 UA215               | 25 ottobre 2006   | Fujita, Y.                |
| 400142 -       | 2006 UT224               | 19 ottobre 2006   | Mt. Lemmon Survey         |
| 400143 -       | 2006 UC227               | 20 ottobre 2006   | NEAT                      |
| 400144 -       | 2006 UE232               | 21 ottobre 2006   | Mt. Lemmon Survey         |
| 400145 -       | 2006 UJ244               | 27 ottobre 2006   | Mt. Lemmon Survey         |
| 400146 -       | 2006 UZ251               | 27 ottobre 2006   | Mt. Lemmon Survey         |
| 400147 -       | 2006 UV280               | 20 ottobre 2006   | Spacewatch                |
| 400148 -       | 2006 UT288               | 30 ottobre 2006   | CSS                       |
| 400149 -       | 2006 UW329               | 31 ottobre 2006   | Mt. Lemmon Survey         |
| 400150 -       | 2006 UM335               | 17 ottobre 2006   | CSS                       |
| 400151 -       | 2006 UB346               | 17 ottobre 2006   | Mt. Lemmon Survey         |
| 400152 -       | 2006 VO12                | 11 novembre 2006  | LINEAR                    |
| 400153 -       | 2006 VP12                | 11 novembre 2006  | LINEAR                    |
| 400154 -       | 2006 VP23                | 10 novembre 2006  | Spacewatch                |
| 400155 -       | 2006 VZ30                | 20 ottobre 2006   | Mt. Lemmon Survey         |
| 400156 -       | 2006 VH47                | 9 novembre 2006   | Spacewatch                |
| 400157 -       | 2006 VV66                | 11 novembre 2006  | CSS                       |
| 400158 -       | 2006 VR69                | 31 ottobre 2006   | Mt. Lemmon Survey         |
| 400159 -       | 2006 VX74                | 11 novembre 2006  | Mt. Lemmon Survey         |
| 400160 -       | 2006 VH81                | 12 novembre 2006  | Mt. Lemmon Survey         |
| 400161 -       | 2006 VY84                | 13 novembre 2006  | Spacewatch                |
| 400162 SAIT    | 2006 VM85                | 14 novembre 2006  | A. Boattini, M. Mazzucato |
| 400163 -       | 2006 VB111               | 13 novembre 2006  | Spacewatch                |
| 400164 -       | 2006 VG111               | 13 novembre 2006  | Spacewatch                |
| 400165 -       | 2006 VL112               | 13 novembre 2006  | NEAT                      |
| 400166 -       | 2006 VX133               | 15 novembre 2006  | Mt. Lemmon Survey         |
| 400167 -       | 2006 VS134               | 15 novembre 2006  | CSS                       |
| 400168 -       | 2006 VO143               | 27 agosto 2006    | Spacewatch                |
| 400169 -       | 2006 VS154               | 16 ottobre 2006   | CSS                       |
| 400170 -       | 2006 WZ16                | 17 novembre 2006  | Spacewatch                |
| 400171 -       | 2006 WY18                | 19 settembre 2006 | CSS                       |
| 400172 -       | 2006 WZ18                | 17 novembre 2006  | Spacewatch                |
| 400173 -       | 2006 WJ22                | 17 novembre 2006  | Mt. Lemmon Survey         |
| 400174 -       | 2006 WW25                | 17 novembre 2006  | Mt. Lemmon Survey         |
| 400175 -       | 2006 WC45                | 16 novembre 2006  | Mt. Lemmon Survey         |
| 400176 -       | 2006 WH81                | 18 novembre 2006  | Mt. Lemmon Survey         |
| 400177 -       | 2006 WV94                | 19 novembre 2006  | Spacewatch                |
| 400178 -       | 2006 WP102               | 19 novembre 2006  | Spacewatch                |
| 400179 -       | 2006 WO115               | 20 novembre 2006  | LINEAR                    |
| 400180 -       | 2006 WT118               | 15 ottobre 2006   | Spacewatch                |
| 400181 -       | 2006 WH119               | 21 novembre 2006  | Mt. Lemmon Survey         |
| 400182 -       | 2006 WO120               | 21 novembre 2006  | LINEAR                    |
| 400183 -       | 2006 WB122               | 21 novembre 2006  | Mt. Lemmon Survey         |
| 400184 -       | 2006 WZ133               | 18 novembre 2006  | Mt. Lemmon Survey         |
| 400185 -       | 2006 WC139               | 19 novembre 2006  | Spacewatch                |
| 400186 -       | 2006 WU146               | 20 novembre 2006  | Spacewatch                |
| 400187 -       | 2006 WK187               | 23 novembre 2006  | Mt. Lemmon Survey         |
| 400188 -       | 2006 WG200               | 19 novembre 2006  | Spacewatch                |
| 400189 -       | 2006 WJ205               | 28 ottobre 2006   | Mt. Lemmon Survey         |
| 400190 -       | 2006 XL19                | 11 dicembre 2006  | Spacewatch                |
| 400191 -       | 2006 XL20                | 23 ottobre 2006   | Mt. Lemmon Survey         |
| 400192 -       | 2006 XS46                | 13 dicembre 2006  | CSS                       |
| 400193 Castión | 2006 XW60                | 14 dicembre 2006  | San Marcello              |
| 400194 -       | 2006 XQ66                | 14 dicembre 2006  | NEAT                      |
| 400195 -       | 2006 YL8                 | 27 novembre 2006  | Mt. Lemmon Survey         |
| 400196 -       | 2006 YL13                | 16 dicembre 2006  | CSS                       |
| 400197 -       | 2006 YN24                | 21 dicembre 2006  | Spacewatch                |
| 400198 -       | 2006 YD29                | 21 dicembre 2006  | Mt. Lemmon Survey         |
| 400199 -       | 2006 YO54                | 24 dicembre 2006  | Spacewatch                |
| 400200 -       | 2007 AG13                | 9 gennaio 2007    | Mt. Lemmon Survey         |

## 400201-400300
| Nome     | Designazione provvisoria | Data di scoperta  | Scopritore             |
| -------- | ------------------------ | ----------------- | ---------------------- |
| 400201 - | 2007 AL13                | 9 gennaio 2007    | Mt. Lemmon Survey      |
| 400202 - | 2007 AT14                | 21 ottobre 2006   | Mt. Lemmon Survey      |
| 400203 - | 2007 AW24                | 15 gennaio 2007   | CSS                    |
| 400204 - | 2007 AE30                | 10 gennaio 2007   | Mt. Lemmon Survey      |
| 400205 - | 2007 BO                  | 8 gennaio 2007    | Mt. Lemmon Survey      |
| 400206 - | 2007 BT8                 | 17 gennaio 2007   | Spacewatch             |
| 400207 - | 2007 BC16                | 17 gennaio 2007   | Spacewatch             |
| 400208 - | 2007 BZ35                | 13 dicembre 2006  | Mt. Lemmon Survey      |
| 400209 - | 2007 BE46                | 25 dicembre 2006  | Spacewatch             |
| 400210 - | 2007 BN58                | 10 gennaio 2007   | Mt. Lemmon Survey      |
| 400211 - | 2007 BE61                | 27 gennaio 2007   | Mt. Lemmon Survey      |
| 400212 - | 2007 BL69                | 27 gennaio 2007   | Mt. Lemmon Survey      |
| 400213 - | 2007 BG78                | 24 gennaio 2007   | Mt. Lemmon Survey      |
| 400214 - | 2007 BW78                | 27 gennaio 2007   | Mt. Lemmon Survey      |
| 400215 - | 2007 CN1                 | 29 ottobre 2005   | Mt. Lemmon Survey      |
| 400216 - | 2007 CC5                 | 6 febbraio 2007   | Spacewatch             |
| 400217 - | 2007 CT20                | 6 febbraio 2007   | Mt. Lemmon Survey      |
| 400218 - | 2007 CE22                | 6 febbraio 2007   | Mt. Lemmon Survey      |
| 400219 - | 2007 CA55                | 13 gennaio 2007   | LINEAR                 |
| 400220 - | 2007 CO79                | 16 novembre 2006  | Mt. Lemmon Survey      |
| 400221 - | 2007 DR16                | 17 febbraio 2007  | Spacewatch             |
| 400222 - | 2007 DH20                | 17 febbraio 2007  | Spacewatch             |
| 400223 - | 2007 DE80                | 23 febbraio 2007  | Mt. Lemmon Survey      |
| 400224 - | 2007 DV92                | 28 gennaio 2007   | Mt. Lemmon Survey      |
| 400225 - | 2007 DP100               | 25 febbraio 2007  | Mt. Lemmon Survey      |
| 400226 - | 2007 DA101               | 26 febbraio 2007  | Mt. Lemmon Survey      |
| 400227 - | 2007 EC64                | 6 febbraio 2007   | Mt. Lemmon Survey      |
| 400228 - | 2007 ER110               | 11 marzo 2007     | Spacewatch             |
| 400229 - | 2007 EY115               | 13 marzo 2007     | Mt. Lemmon Survey      |
| 400230 - | 2007 EP153               | 12 marzo 2007     | Spacewatch             |
| 400231 - | 2007 EZ172               | 25 novembre 2005  | Mt. Lemmon Survey      |
| 400232 - | 2007 ET219               | 11 marzo 2007     | Spacewatch             |
| 400233 - | 2007 FY15                | 19 marzo 2007     | CSS                    |
| 400234 - | 2007 GL11                | 22 febbraio 2001  | Spacewatch             |
| 400235 - | 2007 GC48                | 14 aprile 2007    | Spacewatch             |
| 400236 - | 2007 HS53                | 22 aprile 2007    | Spacewatch             |
| 400237 - | 2007 HX61                | 22 aprile 2007    | Mt. Lemmon Survey      |
| 400238 - | 2007 HS66                | 22 aprile 2007    | Mt. Lemmon Survey      |
| 400239 - | 2007 HA85                | 16 marzo 2007     | Mt. Lemmon Survey      |
| 400240 - | 2007 HX95                | 25 aprile 2007    | Mt. Lemmon Survey      |
| 400241 - | 2007 JX44                | 11 maggio 2007    | Mt. Lemmon Survey      |
| 400242 - | 2007 NZ4                 | 15 luglio 2007    | Broughton, J.          |
| 400243 - | 2007 ON6                 | 21 luglio 2007    | Broughton, J.          |
| 400244 - | 2007 PD11                | 12 agosto 2007    | Ferrando, R.           |
| 400245 - | 2007 PW17                | 9 agosto 2007     | LINEAR                 |
| 400246 - | 2007 PN23                | 12 agosto 2007    | LINEAR                 |
| 400247 - | 2007 PA24                | 12 agosto 2007    | LINEAR                 |
| 400248 - | 2007 PW25                | 8 agosto 2007     | LINEAR                 |
| 400249 - | 2007 PF26                | 11 agosto 2007    | LINEAR                 |
| 400250 - | 2007 PY36                | 13 agosto 2007    | LINEAR                 |
| 400251 - | 2007 PS39                | 13 agosto 2007    | LINEAR                 |
| 400252 - | 2007 PR49                | 10 agosto 2007    | Spacewatch             |
| 400253 - | 2007 PT50                | 9 agosto 2007     | LINEAR                 |
| 400254 - | 2007 RC                  | 1º settembre 2007 | Hug, G.                |
| 400255 - | 2007 RW4                 | 3 settembre 2007  | CSS                    |
| 400256 - | 2007 RG24                | 3 settembre 2007  | CSS                    |
| 400257 - | 2007 RF26                | 4 settembre 2007  | Mt. Lemmon Survey      |
| 400258 - | 2007 RG36                | 8 settembre 2007  | LONEOS                 |
| 400259 - | 2007 RR65                | 10 agosto 2007    | Spacewatch             |
| 400260 - | 2007 RK87                | 10 settembre 2007 | Mt. Lemmon Survey      |
| 400261 - | 2007 RM115               | 11 settembre 2007 | Spacewatch             |
| 400262 - | 2007 RY117               | 11 settembre 2007 | Spacewatch             |
| 400263 - | 2007 RP137               | 14 settembre 2007 | LONEOS                 |
| 400264 - | 2007 RW139               | 3 settembre 2007  | CSS                    |
| 400265 - | 2007 RP143               | 23 agosto 2007    | Spacewatch             |
| 400266 - | 2007 RP147               | 11 settembre 2007 | PMO NEO Survey Program |
| 400267 - | 2007 RU148               | 12 settembre 2007 | CSS                    |
| 400268 - | 2007 RO149               | 12 settembre 2007 | CSS                    |
| 400269 - | 2007 RE206               | 10 agosto 2007    | Spacewatch             |
| 400270 - | 2007 RA218               | 13 settembre 2007 | Mt. Lemmon Survey      |
| 400271 - | 2007 RQ220               | 14 settembre 2007 | Mt. Lemmon Survey      |
| 400272 - | 2007 RL227               | 10 settembre 2007 | Spacewatch             |
| 400273 - | 2007 RO233               | 12 agosto 2007    | LINEAR                 |
| 400274 - | 2007 RF235               | 12 settembre 2007 | Mt. Lemmon Survey      |
| 400275 - | 2007 RE243               | 3 settembre 2007  | CSS                    |
| 400276 - | 2007 RC246               | 21 agosto 2007    | LONEOS                 |
| 400277 - | 2007 RO265               | 23 agosto 2007    | Spacewatch             |
| 400278 - | 2007 RE301               | 12 settembre 2007 | Mt. Lemmon Survey      |
| 400279 - | 2007 RP302               | 9 settembre 2007  | Mt. Lemmon Survey      |
| 400280 - | 2007 RH310               | 5 settembre 2007  | CSS                    |
| 400281 - | 2007 RT311               | 4 settembre 2007  | CSS                    |
| 400282 - | 2007 RV314               | 3 settembre 2007  | CSS                    |
| 400283 - | 2007 SY3                 | 16 settembre 2007 | LINEAR                 |
| 400284 - | 2007 SK10                | 19 settembre 2007 | Spacewatch             |
| 400285 - | 2007 SO20                | 18 settembre 2007 | Mt. Lemmon Survey      |
| 400286 - | 2007 TQ9                 | 8 settembre 2007  | LONEOS                 |
| 400287 - | 2007 TE10                | 11 settembre 2007 | Mt. Lemmon Survey      |
| 400288 - | 2007 TJ46                | 7 ottobre 2007    | Mt. Lemmon Survey      |
| 400289 - | 2007 TH51                | 4 ottobre 2007    | Spacewatch             |
| 400290 - | 2007 TT64                | 7 ottobre 2007    | Mt. Lemmon Survey      |
| 400291 - | 2007 TS69                | 14 ottobre 2007   | Young, J. W.           |
| 400292 - | 2007 TM79                | 5 ottobre 2007    | Spacewatch             |
| 400293 - | 2007 TU89                | 8 ottobre 2007    | Mt. Lemmon Survey      |
| 400294 - | 2007 TJ91                | 13 ottobre 2007   | Chante-Perdrix         |
| 400295 - | 2007 TL111               | 3 settembre 2007  | CSS                    |
| 400296 - | 2007 TJ119               | 9 ottobre 2007    | Spacewatch             |
| 400297 - | 2007 TQ124               | 6 ottobre 2007    | Spacewatch             |
| 400298 - | 2007 TU124               | 15 settembre 2007 | Mt. Lemmon Survey      |
| 400299 - | 2007 TN126               | 9 settembre 2007  | Mt. Lemmon Survey      |
| 400300 - | 2007 TQ126               | 6 ottobre 2007    | Spacewatch             |

## 400301-400400
| Nome               | Designazione provvisoria | Data di scoperta  | Scopritore        |
| ------------------ | ------------------------ | ----------------- | ----------------- |
| 400301 -           | 2007 TU134               | 8 ottobre 2007    | Spacewatch        |
| 400302 -           | 2007 TD136               | 8 ottobre 2007    | Spacewatch        |
| 400303 -           | 2007 TT148               | 8 ottobre 2007    | LINEAR            |
| 400304 -           | 2007 TB150               | 9 ottobre 2007    | LINEAR            |
| 400305 -           | 2007 TW152               | 9 ottobre 2007    | LINEAR            |
| 400306 -           | 2007 TO182               | 8 ottobre 2007    | LONEOS            |
| 400307 -           | 2007 TJ184               | 10 ottobre 2007   | CSS               |
| 400308 Antonkutter | 2007 TX184               | 13 ottobre 2007   | Gierlinger, R.    |
| 400309 Ralfhofner  | 2007 TC185               | 14 ottobre 2007   | Fiedler, M.       |
| 400310 -           | 2007 TX185               | 13 ottobre 2007   | LINEAR            |
| 400311 -           | 2007 TD244               | 8 ottobre 2007    | CSS               |
| 400312 -           | 2007 TE244               | 8 ottobre 2007    | CSS               |
| 400313 -           | 2007 TH274               | 12 settembre 2007 | Mt. Lemmon Survey |
| 400314 -           | 2007 TT281               | 7 ottobre 2007    | Mt. Lemmon Survey |
| 400315 -           | 2007 TT325               | 18 novembre 2003  | Spacewatch        |
| 400316 -           | 2007 TT330               | 11 ottobre 2007   | Spacewatch        |
| 400317 -           | 2007 TP332               | 11 ottobre 2007   | Spacewatch        |
| 400318 -           | 2007 TU338               | 11 ottobre 2007   | CSS               |
| 400319 -           | 2007 TB356               | 11 ottobre 2007   | LUSS              |
| 400320 -           | 2007 TG357               | 12 ottobre 2007   | Spacewatch        |
| 400321 -           | 2007 TH367               | 10 ottobre 2007   | CSS               |
| 400322 -           | 2007 TH385               | 15 ottobre 2007   | LONEOS            |
| 400323 -           | 2007 TJ411               | 12 settembre 2007 | Mt. Lemmon Survey |
| 400324 -           | 2007 TC412               | 14 ottobre 2007   | CSS               |
| 400325 -           | 2007 TG431               | 12 ottobre 2007   | Spacewatch        |
| 400326 -           | 2007 TS432               | 7 ottobre 2007    | Mt. Lemmon Survey |
| 400327 -           | 2007 TM443               | 7 ottobre 2007    | CSS               |
| 400328 -           | 2007 TJ447               | 11 ottobre 2007   | Spacewatch        |
| 400329 -           | 2007 UM8                 | 16 ottobre 2007   | CSS               |
| 400330 -           | 2007 UW10                | 18 ottobre 2007   | LONEOS            |
| 400331 -           | 2007 UA18                | 16 ottobre 2007   | CSS               |
| 400332 -           | 2007 UQ18                | 17 ottobre 2007   | Mt. Lemmon Survey |
| 400333 -           | 2007 UO33                | 16 ottobre 2007   | CSS               |
| 400334 -           | 2007 UB34                | 16 ottobre 2007   | CSS               |
| 400335 -           | 2007 UO34                | 18 ottobre 2007   | LONEOS            |
| 400336 -           | 2007 UZ52                | 6 ottobre 2007    | Spacewatch        |
| 400337 -           | 2007 UZ65                | 31 ottobre 2007   | Sposetti, S.      |
| 400338 -           | 2007 UC71                | 10 ottobre 2007   | Spacewatch        |
| 400339 -           | 2007 UL82                | 30 ottobre 2007   | Spacewatch        |
| 400340 -           | 2007 UO100               | 16 ottobre 2007   | Mt. Lemmon Survey |
| 400341 -           | 2007 UB127               | 20 ottobre 2007   | Mt. Lemmon Survey |
| 400342 -           | 2007 UY132               | 20 ottobre 2007   | Mt. Lemmon Survey |
| 400343 -           | 2007 VJ2                 | 2 novembre 2007   | LINEAR            |
| 400344 -           | 2007 VP12                | 16 ottobre 2007   | CSS               |
| 400345 -           | 2007 VC40                | 3 novembre 2007   | Mt. Lemmon Survey |
| 400346 -           | 2007 VT47                | 1º novembre 2007  | Spacewatch        |
| 400347 -           | 2007 VD59                | 1º novembre 2007  | Spacewatch        |
| 400348 -           | 2007 VO61                | 16 ottobre 2007   | Mt. Lemmon Survey |
| 400349 -           | 2007 VG80                | 16 ottobre 2007   | Mt. Lemmon Survey |
| 400350 -           | 2007 VD84                | 7 novembre 2007   | Lowe, A.          |
| 400351 -           | 2007 VK91                | 7 novembre 2007   | LINEAR            |
| 400352 -           | 2007 VA100               | 24 ottobre 2007   | Mt. Lemmon Survey |
| 400353 -           | 2007 VX104               | 3 novembre 2007   | Spacewatch        |
| 400354 -           | 2007 VV109               | 3 novembre 2007   | Spacewatch        |
| 400355 -           | 2007 VX126               | 3 novembre 2007   | Spacewatch        |
| 400356 -           | 2007 VP135               | 3 novembre 2007   | Mt. Lemmon Survey |
| 400357 -           | 2007 VW156               | 5 novembre 2007   | Spacewatch        |
| 400358 -           | 2007 VN161               | 5 novembre 2007   | Spacewatch        |
| 400359 -           | 2007 VH173               | 2 novembre 2007   | Mt. Lemmon Survey |
| 400360 -           | 2007 VY180               | 7 novembre 2007   | CSS               |
| 400361 -           | 2007 VL189               | 5 ottobre 2007    | Spacewatch        |
| 400362 -           | 2007 VK219               | 9 novembre 2007   | Spacewatch        |
| 400363 -           | 2007 VE226               | 20 ottobre 2007   | Mt. Lemmon Survey |
| 400364 -           | 2007 VG272               | 11 novembre 2007  | Mt. Lemmon Survey |
| 400365 -           | 2007 VQ297               | 12 settembre 2007 | CSS               |
| 400366 -           | 2007 VT306               | 1º novembre 2007  | Spacewatch        |
| 400367 -           | 2007 VQ308               | 7 novembre 2007   | Spacewatch        |
| 400368 -           | 2007 VG313               | 8 novembre 2007   | Spacewatch        |
| 400369 -           | 2007 VT332               | 8 novembre 2007   | Mt. Lemmon Survey |
| 400370 -           | 2007 WM4                 | 19 novembre 2007  | Mt. Lemmon Survey |
| 400371 -           | 2007 WP10                | 17 novembre 2007  | Mt. Lemmon Survey |
| 400372 -           | 2007 WK21                | 17 novembre 2007  | Spacewatch        |
| 400373 -           | 2007 WW29                | 19 novembre 2007  | Spacewatch        |
| 400374 -           | 2007 WD58                | 20 novembre 2007  | Mt. Lemmon Survey |
| 400375 -           | 2007 WP63                | 21 novembre 2007  | CSS               |
| 400376 -           | 2007 XX2                 | 3 dicembre 2007   | Spacewatch        |
| 400377 -           | 2007 XL42                | 8 novembre 2007   | Mt. Lemmon Survey |
| 400378 -           | 2007 XT50                | 3 dicembre 2007   | CSS               |
| 400379 -           | 2007 XH51                | 4 dicembre 2007   | Spacewatch        |
| 400380 -           | 2007 XN54                | 14 dicembre 2007  | Mt. Lemmon Survey |
| 400381 -           | 2007 YB24                | 17 dicembre 2007  | Mt. Lemmon Survey |
| 400382 -           | 2007 YA32                | 30 dicembre 2007  | LINEAR            |
| 400383 -           | 2007 YN37                | 3 dicembre 2007   | Spacewatch        |
| 400384 -           | 2007 YX45                | 8 novembre 2007   | Mt. Lemmon Survey |
| 400385 -           | 2007 YP46                | 30 dicembre 2007  | Mt. Lemmon Survey |
| 400386 -           | 2007 YV49                | 5 dicembre 2007   | Mt. Lemmon Survey |
| 400387 -           | 2007 YH56                | 30 dicembre 2007  | Healy, D.         |
| 400388 -           | 2007 YW56                | 15 dicembre 2007  | Mt. Lemmon Survey |
| 400389 -           | 2007 YJ74                | 31 dicembre 2007  | Mt. Lemmon Survey |
| 400390 -           | 2008 AH                  | 14 dicembre 2007  | Mt. Lemmon Survey |
| 400391 -           | 2008 AT6                 | 13 novembre 2007  | Spacewatch        |
| 400392 -           | 2008 AL7                 | 10 gennaio 2008   | Spacewatch        |
| 400393 -           | 2008 AG62                | 11 gennaio 2008   | Mt. Lemmon Survey |
| 400394 -           | 2008 AM64                | 11 gennaio 2008   | Mt. Lemmon Survey |
| 400395 -           | 2008 AL77                | 12 gennaio 2008   | Spacewatch        |
| 400396 -           | 2008 AK80                | 12 gennaio 2008   | Spacewatch        |
| 400397 -           | 2008 AY80                | 12 gennaio 2008   | Spacewatch        |
| 400398 -           | 2008 AJ92                | 14 gennaio 2008   | Spacewatch        |
| 400399 -           | 2008 AP94                | 14 gennaio 2008   | Spacewatch        |
| 400400 -           | 2008 AJ95                | 31 dicembre 2007  | Spacewatch        |

## 400401-400500
| Nome     | Designazione provvisoria | Data di scoperta  | Scopritore        |
| -------- | ------------------------ | ----------------- | ----------------- |
| 400401 - | 2008 AJ110               | 15 gennaio 2008   | Spacewatch        |
| 400402 - | 2008 AP111               | 15 gennaio 2008   | Spacewatch        |
| 400403 - | 2008 BJ3                 | 18 novembre 2007  | Mt. Lemmon Survey |
| 400404 - | 2008 BP3                 | 18 dicembre 2007  | Mt. Lemmon Survey |
| 400405 - | 2008 BU17                | 30 gennaio 2008   | CSS               |
| 400406 - | 2008 BO20                | 30 gennaio 2008   | CSS               |
| 400407 - | 2008 BD44                | 30 gennaio 2008   | CSS               |
| 400408 - | 2008 BW47                | 31 gennaio 2008   | Mt. Lemmon Survey |
| 400409 - | 2008 CF6                 | 7 febbraio 2008   | Mt. Lemmon Survey |
| 400410 - | 2008 CE16                | 3 febbraio 2008   | Mt. Lemmon Survey |
| 400411 - | 2008 CQ22                | 5 febbraio 2008   | OAM               |
| 400412 - | 2008 CL33                | 24 settembre 2007 | Spacewatch        |
| 400413 - | 2008 CG43                | 2 febbraio 2008   | Spacewatch        |
| 400414 - | 2008 CH54                | 16 dicembre 2007  | Spacewatch        |
| 400415 - | 2008 CM61                | 3 febbraio 2008   | Spacewatch        |
| 400416 - | 2008 CY68                | 3 ottobre 2006    | Mt. Lemmon Survey |
| 400417 - | 2008 CJ73                | 6 febbraio 2008   | CSS               |
| 400418 - | 2008 CE78                | 7 febbraio 2008   | Spacewatch        |
| 400419 - | 2008 CL88                | 7 febbraio 2008   | Mt. Lemmon Survey |
| 400420 - | 2008 CM98                | 9 febbraio 2008   | Spacewatch        |
| 400421 - | 2008 CQ100               | 9 febbraio 2008   | CSS               |
| 400422 - | 2008 CN104               | 9 febbraio 2008   | Mt. Lemmon Survey |
| 400423 - | 2008 CG115               | 11 gennaio 2008   | CSS               |
| 400424 - | 2008 CN126               | 8 febbraio 2008   | Spacewatch        |
| 400425 - | 2008 CX126               | 30 gennaio 2008   | Mt. Lemmon Survey |
| 400426 - | 2008 CO153               | 9 febbraio 2008   | Spacewatch        |
| 400427 - | 2008 CD154               | 9 febbraio 2008   | Spacewatch        |
| 400428 - | 2008 CG165               | 10 febbraio 2008  | Spacewatch        |
| 400429 - | 2008 CK178               | 11 gennaio 2008   | LINEAR            |
| 400430 - | 2008 CH190               | 9 febbraio 2008   | LINEAR            |
| 400431 - | 2008 CL204               | 7 febbraio 2008   | Mt. Lemmon Survey |
| 400432 - | 2008 CN214               | 11 febbraio 2008  | Spacewatch        |
| 400433 - | 2008 DM8                 | 24 febbraio 2008  | Mt. Lemmon Survey |
| 400434 - | 2008 DP8                 | 24 febbraio 2008  | Bickel, W.        |
| 400435 - | 2008 DA23                | 14 gennaio 2008   | Spacewatch        |
| 400436 - | 2008 DE46                | 10 febbraio 2008  | Mt. Lemmon Survey |
| 400437 - | 2008 DQ60                | 28 febbraio 2008  | Mt. Lemmon Survey |
| 400438 - | 2008 DS68                | 29 febbraio 2008  | Spacewatch        |
| 400439 - | 2008 DE79                | 29 febbraio 2008  | Spacewatch        |
| 400440 - | 2008 DG81                | 27 febbraio 2008  | Spacewatch        |
| 400441 - | 2008 EM1                 | 30 gennaio 2008   | CSS               |
| 400442 - | 2008 EA3                 | 1º marzo 2008     | Mt. Lemmon Survey |
| 400443 - | 2008 EH29                | 4 marzo 2008      | Mt. Lemmon Survey |
| 400444 - | 2008 EX34                | 2 marzo 2008      | Spacewatch        |
| 400445 - | 2008 EV41                | 4 marzo 2008      | Spacewatch        |
| 400446 - | 2008 EH64                | 9 marzo 2008      | Mt. Lemmon Survey |
| 400447 - | 2008 EJ81                | 16 marzo 2004     | Spacewatch        |
| 400448 - | 2008 EA135               | 11 marzo 2008     | Spacewatch        |
| 400449 - | 2008 EG137               | 28 febbraio 2008  | Spacewatch        |
| 400450 - | 2008 EM147               | 1º marzo 2008     | Spacewatch        |
| 400451 - | 2008 EO152               | 10 marzo 2008     | Mt. Lemmon Survey |
| 400452 - | 2008 EP154               | 5 marzo 2008      | Spacewatch        |
| 400453 - | 2008 EH162               | 13 marzo 2008     | Spacewatch        |
| 400454 - | 2008 FJ22                | 27 marzo 2008     | Spacewatch        |
| 400455 - | 2008 FD25                | 12 marzo 2008     | Mt. Lemmon Survey |
| 400456 - | 2008 FC35                | 27 febbraio 2008  | Mt. Lemmon Survey |
| 400457 - | 2008 FU37                | 28 marzo 2008     | Spacewatch        |
| 400458 - | 2008 FT52                | 10 marzo 2008     | Spacewatch        |
| 400459 - | 2008 FN53                | 28 marzo 2008     | Mt. Lemmon Survey |
| 400460 - | 2008 FT65                | 28 marzo 2008     | Mt. Lemmon Survey |
| 400461 - | 2008 FP96                | 29 marzo 2008     | CSS               |
| 400462 - | 2008 FX106               | 31 marzo 2008     | Spacewatch        |
| 400463 - | 2008 FB116               | 15 marzo 2008     | Spacewatch        |
| 400464 - | 2008 FW131               | 28 marzo 2008     | Mt. Lemmon Survey |
| 400465 - | 2008 FV134               | 30 marzo 2008     | Spacewatch        |
| 400466 - | 2008 GJ4                 | 7 aprile 2008     | Tozzi, F.         |
| 400467 - | 2008 GG11                | 1º aprile 2008    | Spacewatch        |
| 400468 - | 2008 GS17                | 4 aprile 2008     | Spacewatch        |
| 400469 - | 2008 GB19                | 4 aprile 2008     | Mt. Lemmon Survey |
| 400470 - | 2008 GZ23                | 4 marzo 2008      | Mt. Lemmon Survey |
| 400471 - | 2008 GZ25                | 27 dicembre 2006  | Mt. Lemmon Survey |
| 400472 - | 2008 GT29                | 5 marzo 2008      | Spacewatch        |
| 400473 - | 2008 GG37                | 3 aprile 2008     | Spacewatch        |
| 400474 - | 2008 GC43                | 4 aprile 2008     | Mt. Lemmon Survey |
| 400475 - | 2008 GG47                | 4 aprile 2008     | Spacewatch        |
| 400476 - | 2008 GS49                | 28 marzo 2008     | Spacewatch        |
| 400477 - | 2008 GU57                | 5 aprile 2008     | Mt. Lemmon Survey |
| 400478 - | 2008 GC82                | 25 dicembre 2006  | Spacewatch        |
| 400479 - | 2008 GP89                | 12 febbraio 2008  | Mt. Lemmon Survey |
| 400480 - | 2008 GB132               | 6 aprile 2008     | Mt. Lemmon Survey |
| 400481 - | 2008 GO139               | 5 aprile 2008     | Spacewatch        |
| 400482 - | 2008 HV1                 | 24 aprile 2008    | Spacewatch        |
| 400483 - | 2008 HF4                 | 27 aprile 2008    | Kugel, F.         |
| 400484 - | 2008 HL7                 | 24 aprile 2008    | Spacewatch        |
| 400485 - | 2008 HX8                 | 11 aprile 2008    | Mt. Lemmon Survey |
| 400486 - | 2008 HL10                | 1º maggio 2003    | Spacewatch        |
| 400487 - | 2008 HH24                | 3 aprile 2008     | Mt. Lemmon Survey |
| 400488 - | 2008 HM34                | 27 aprile 2008    | Spacewatch        |
| 400489 - | 2008 HW57                | 30 aprile 2008    | Spacewatch        |
| 400490 - | 2008 HJ69                | 24 febbraio 2008  | Mt. Lemmon Survey |
| 400491 - | 2008 JW3                 | 1º maggio 2008    | Spacewatch        |
| 400492 - | 2008 JG4                 | 1º maggio 2008    | Spacewatch        |
| 400493 - | 2008 JJ5                 | 3 maggio 2008     | Mt. Lemmon Survey |
| 400494 - | 2008 JK6                 | 2 maggio 2008     | Spacewatch        |
| 400495 - | 2008 JF9                 | 14 aprile 2008    | Mt. Lemmon Survey |
| 400496 - | 2008 JS11                | 3 aprile 2008     | Mt. Lemmon Survey |
| 400497 - | 2008 JZ17                | 4 maggio 2008     | Spacewatch        |
| 400498 - | 2008 JF23                | 7 maggio 2008     | Spacewatch        |
| 400499 - | 2008 JV25                | 14 aprile 2008    | Mt. Lemmon Survey |
| 400500 - | 2008 JH36                | 3 maggio 2008     | Mt. Lemmon Survey |

## 400501-400600
| Nome     | Designazione provvisoria | Data di scoperta  | Scopritore        |
| -------- | ------------------------ | ----------------- | ----------------- |
| 400501 - | 2008 KN8                 | 27 maggio 2008    | Spacewatch        |
| 400502 - | 2008 KK15                | 15 maggio 2008    | Spacewatch        |
| 400503 - | 2008 KF17                | 27 maggio 2008    | Spacewatch        |
| 400504 - | 2008 KT25                | 3 aprile 2008     | Mt. Lemmon Survey |
| 400505 - | 2008 KN27                | 30 maggio 2008    | Spacewatch        |
| 400506 - | 2008 KP41                | 31 maggio 2008    | Spacewatch        |
| 400507 - | 2008 KX41                | 31 maggio 2008    | Spacewatch        |
| 400508 - | 2008 KW42                | 13 aprile 2008    | Mt. Lemmon Survey |
| 400509 - | 2008 LP8                 | 6 giugno 2008     | Spacewatch        |
| 400510 - | 2008 OA13                | 29 luglio 2008    | OAM               |
| 400511 - | 2008 RF89                | 5 settembre 2008  | Spacewatch        |
| 400512 - | 2008 RC140               | 7 settembre 2008  | Mt. Lemmon Survey |
| 400513 - | 2008 SP3                 | 25 settembre 2005 | Spacewatch        |
| 400514 - | 2008 SN59                | 20 settembre 2008 | Spacewatch        |
| 400515 - | 2008 SY63                | 21 settembre 2008 | Spacewatch        |
| 400516 - | 2008 SV73                | 4 settembre 2008  | Spacewatch        |
| 400517 - | 2008 SP119               | 22 settembre 2008 | Mt. Lemmon Survey |
| 400518 - | 2008 SL166               | 28 settembre 2008 | LINEAR            |
| 400519 - | 2008 SB196               | 25 settembre 2008 | Spacewatch        |
| 400520 - | 2008 SJ223               | 25 settembre 2008 | Mt. Lemmon Survey |
| 400521 - | 2008 SH236               | 29 settembre 2008 | CSS               |
| 400522 - | 2008 SN243               | 29 settembre 2008 | Spacewatch        |
| 400523 - | 2008 SY245               | 29 settembre 2008 | Mt. Lemmon Survey |
| 400524 - | 2008 SR257               | 22 settembre 2008 | Spacewatch        |
| 400525 - | 2008 SU266               | 20 settembre 2008 | Spacewatch        |
| 400526 - | 2008 SK273               | 24 settembre 2008 | Mt. Lemmon Survey |
| 400527 - | 2008 SL283               | 22 settembre 2008 | Mt. Lemmon Survey |
| 400528 - | 2008 SM309               | 27 settembre 2008 | Mt. Lemmon Survey |
| 400529 - | 2008 TZ6                 | 19 settembre 2008 | Spacewatch        |
| 400530 - | 2008 TA60                | 2 ottobre 2008    | Spacewatch        |
| 400531 - | 2008 TW65                | 2 ottobre 2008    | CSS               |
| 400532 - | 2008 UF38                | 20 ottobre 2008   | Spacewatch        |
| 400533 - | 2008 UT47                | 20 ottobre 2008   | Spacewatch        |
| 400534 - | 2008 UA65                | 21 ottobre 2008   | Spacewatch        |
| 400535 - | 2008 UV93                | 25 ottobre 2008   | LINEAR            |
| 400536 - | 2008 UD111               | 22 ottobre 2008   | Spacewatch        |
| 400537 - | 2008 UP117               | 22 ottobre 2008   | Spacewatch        |
| 400538 - | 2008 UQ120               | 22 ottobre 2008   | Spacewatch        |
| 400539 - | 2008 UD172               | 22 settembre 2008 | Mt. Lemmon Survey |
| 400540 - | 2008 UJ213               | 6 ottobre 2008    | CSS               |
| 400541 - | 2008 UU214               | 24 ottobre 2008   | CSS               |
| 400542 - | 2008 UX226               | 25 ottobre 2008   | Spacewatch        |
| 400543 - | 2008 UX228               | 10 ottobre 2001   | Spacewatch        |
| 400544 - | 2008 UK230               | 25 ottobre 2008   | Spacewatch        |
| 400545 - | 2008 UE243               | 26 ottobre 2008   | Spacewatch        |
| 400546 - | 2008 UB256               | 23 settembre 2008 | Mt. Lemmon Survey |
| 400547 - | 2008 UT281               | 28 ottobre 2008   | Spacewatch        |
| 400548 - | 2008 UF286               | 25 settembre 2008 | Spacewatch        |
| 400549 - | 2008 UF308               | 16 luglio 2007    | LINEAR            |
| 400550 - | 2008 UV320               | 8 ottobre 2008    | Mt. Lemmon Survey |
| 400551 - | 2008 UR368               | 25 ottobre 2008   | Mt. Lemmon Survey |
| 400552 - | 2008 VL27                | 2 novembre 2008   | Spacewatch        |
| 400553 - | 2008 VK46                | 24 settembre 2008 | Mt. Lemmon Survey |
| 400554 - | 2008 VA58                | 6 novembre 2008   | CSS               |
| 400555 - | 2008 WK41                | 17 novembre 2008  | Spacewatch        |
| 400556 - | 2008 WU42                | 3 novembre 2008   | Mt. Lemmon Survey |
| 400557 - | 2008 WL45                | 17 novembre 2008  | Spacewatch        |
| 400558 - | 2008 WJ63                | 21 ottobre 2008   | Mt. Lemmon Survey |
| 400559 - | 2008 WN66                | 18 novembre 2008  | Spacewatch        |
| 400560 - | 2008 WL69                | 18 novembre 2008  | Spacewatch        |
| 400561 - | 2008 WK80                | 20 novembre 2008  | Spacewatch        |
| 400562 - | 2008 WQ103               | 30 novembre 2008  | CSS               |
| 400563 - | 2008 WX109               | 30 novembre 2008  | Spacewatch        |
| 400564 - | 2008 WA118               | 20 novembre 2008  | Spacewatch        |
| 400565 - | 2008 WG128               | 19 novembre 2008  | Mt. Lemmon Survey |
| 400566 - | 2008 WX130               | 19 novembre 2008  | Mt. Lemmon Survey |
| 400567 - | 2008 XR14                | 29 ottobre 2008   | Spacewatch        |
| 400568 - | 2008 XL43                | 24 novembre 2008  | Spacewatch        |
| 400569 - | 2008 XN50                | 3 dicembre 2008   | Mt. Lemmon Survey |
| 400570 - | 2008 XP53                | 7 dicembre 2008   | Mt. Lemmon Survey |
| 400571 - | 2008 XO55                | 4 dicembre 2008   | Spacewatch        |
| 400572 - | 2008 YH13                | 21 dicembre 2008  | Mt. Lemmon Survey |
| 400573 - | 2008 YJ14                | 20 dicembre 2008  | LUSS              |
| 400574 - | 2008 YE16                | 21 dicembre 2008  | Mt. Lemmon Survey |
| 400575 - | 2008 YE19                | 21 dicembre 2008  | Mt. Lemmon Survey |
| 400576 - | 2008 YK37                | 22 dicembre 2008  | Spacewatch        |
| 400577 - | 2008 YG40                | 4 dicembre 2008   | Mt. Lemmon Survey |
| 400578 - | 2008 YP41                | 29 dicembre 2008  | Spacewatch        |
| 400579 - | 2008 YG55                | 3 dicembre 2008   | Mt. Lemmon Survey |
| 400580 - | 2008 YO76                | 30 dicembre 2008  | Mt. Lemmon Survey |
| 400581 - | 2008 YS79                | 30 dicembre 2008  | Mt. Lemmon Survey |
| 400582 - | 2008 YA91                | 29 dicembre 2008  | Spacewatch        |
| 400583 - | 2008 YX102               | 29 dicembre 2008  | Spacewatch        |
| 400584 - | 2008 YL105               | 29 dicembre 2008  | Spacewatch        |
| 400585 - | 2008 YQ119               | 30 dicembre 2008  | Spacewatch        |
| 400586 - | 2008 YJ123               | 22 dicembre 2008  | Spacewatch        |
| 400587 - | 2008 YP137               | 30 dicembre 2008  | Spacewatch        |
| 400588 - | 2008 YG138               | 21 dicembre 2008  | Spacewatch        |
| 400589 - | 2008 YA153               | 30 dicembre 2008  | CSS               |
| 400590 - | 2008 YD155               | 22 dicembre 2008  | CSS               |
| 400591 - | 2009 AZ3                 | 1º gennaio 2009   | Mt. Lemmon Survey |
| 400592 - | 2009 AF13                | 2 gennaio 2009    | Mt. Lemmon Survey |
| 400593 - | 2009 AT21                | 4 dicembre 2008   | Mt. Lemmon Survey |
| 400594 - | 2009 AQ32                | 15 gennaio 2009   | Spacewatch        |
| 400595 - | 2009 AJ34                | 20 novembre 2008  | Mt. Lemmon Survey |
| 400596 - | 2009 BC2                 | 18 gennaio 2009   | CSS               |
| 400597 - | 2009 BJ13                | 18 gennaio 2009   | Spacewatch        |
| 400598 - | 2009 BY47                | 16 gennaio 2009   | Mt. Lemmon Survey |
| 400599 - | 2009 BF56                | 17 gennaio 2009   | Mt. Lemmon Survey |
| 400600 - | 2009 BT62                | 20 gennaio 2009   | Spacewatch        |

## 400601-400700
| Nome                | Designazione provvisoria | Data di scoperta  | Scopritore             |
| ------------------- | ------------------------ | ----------------- | ---------------------- |
| 400601 -            | 2009 BC71                | 29 dicembre 2008  | Mt. Lemmon Survey      |
| 400602 -            | 2009 BL78                | 9 novembre 2004   | CSS                    |
| 400603 -            | 2009 BZ99                | 28 gennaio 2009   | CSS                    |
| 400604 -            | 2009 BJ120               | 31 gennaio 2009   | Spacewatch             |
| 400605 -            | 2009 BN121               | 31 gennaio 2009   | Spacewatch             |
| 400606 -            | 2009 BR146               | 30 gennaio 2009   | Mt. Lemmon Survey      |
| 400607 -            | 2009 BL148               | 30 gennaio 2009   | Mt. Lemmon Survey      |
| 400608 -            | 2009 BL150               | 31 gennaio 2009   | Spacewatch             |
| 400609 -            | 2009 BH171               | 17 gennaio 2009   | Spacewatch             |
| 400610 -            | 2009 BL171               | 17 gennaio 2009   | Spacewatch             |
| 400611 -            | 2009 BP184               | 18 gennaio 2009   | CSS                    |
| 400612 -            | 2009 BS185               | 20 gennaio 2009   | Mt. Lemmon Survey      |
| 400613 -            | 2009 CK1                 | 3 febbraio 2009   | Mt. Lemmon Survey      |
| 400614 -            | 2009 CJ3                 | 9 febbraio 2005   | Spacewatch             |
| 400615 -            | 2009 CM8                 | 9 settembre 2007  | Spacewatch             |
| 400616 -            | 2009 CE14                | 2 febbraio 2009   | Mt. Lemmon Survey      |
| 400617 -            | 2009 CH20                | 1º febbraio 2009  | Spacewatch             |
| 400618 -            | 2009 CA45                | 1º febbraio 2009  | Birtwhistle, P.        |
| 400619 -            | 2009 CE57                | 8 novembre 2008   | Spacewatch             |
| 400620 -            | 2009 CZ60                | 14 febbraio 2009  | Mt. Lemmon Survey      |
| 400621 -            | 2009 DK18                | 19 febbraio 2009  | Spacewatch             |
| 400622 -            | 2009 DD32                | 20 febbraio 2009  | Spacewatch             |
| 400623 -            | 2009 DG43                | 30 novembre 2008  | Mt. Lemmon Survey      |
| 400624 -            | 2009 DL59                | 22 febbraio 2009  | Spacewatch             |
| 400625 -            | 2009 DG64                | 9 novembre 2007   | Spacewatch             |
| 400626 -            | 2009 DX74                | 17 gennaio 2009   | Mt. Lemmon Survey      |
| 400627 -            | 2009 DX84                | 26 febbraio 2009  | Spacewatch             |
| 400628 -            | 2009 DM95                | 4 febbraio 2009   | Mt. Lemmon Survey      |
| 400629 -            | 2009 DO106               | 31 gennaio 2009   | Mt. Lemmon Survey      |
| 400630 -            | 2009 DO118               | 27 febbraio 2009  | Spacewatch             |
| 400631 -            | 2009 DR125               | 19 febbraio 2009  | Spacewatch             |
| 400632 -            | 2009 DZ129               | 27 febbraio 2009  | Spacewatch             |
| 400633 -            | 2009 DD131               | 25 febbraio 2009  | Crni Vrh               |
| 400634 -            | 2009 DM132               | 27 gennaio 2009   | PMO NEO Survey Program |
| 400635 -            | 2009 DT136               | 24 febbraio 2009  | CSS                    |
| 400636 -            | 2009 ES2                 | 5 marzo 2009      | Cerro Burek            |
| 400637 -            | 2009 EF12                | 1º marzo 2009     | Spacewatch             |
| 400638 -            | 2009 EL12                | 1º marzo 2009     | Mt. Lemmon Survey      |
| 400639 -            | 2009 EY17                | 31 gennaio 2009   | Mt. Lemmon Survey      |
| 400640 -            | 2009 EJ20                | 15 marzo 2009     | OAM                    |
| 400641 -            | 2009 FC23                | 20 febbraio 2009  | Spacewatch             |
| 400642 -            | 2009 FF23                | 31 gennaio 2009   | Mt. Lemmon Survey      |
| 400643 -            | 2009 FG27                | 19 marzo 2009     | CSS                    |
| 400644 -            | 2009 FA50                | 2 marzo 2009      | Mt. Lemmon Survey      |
| 400645 -            | 2009 FC54                | 29 marzo 2009     | Mt. Lemmon Survey      |
| 400646 -            | 2009 FE63                | 28 marzo 2009     | Spacewatch             |
| 400647 -            | 2009 FC68                | 21 marzo 2009     | Mt. Lemmon Survey      |
| 400648 -            | 2009 FM68                | 19 febbraio 2009  | Spacewatch             |
| 400649 -            | 2009 FV72                | 19 marzo 2009     | Spacewatch             |
| 400650 -            | 2009 HW16                | 18 aprile 2009    | Spacewatch             |
| 400651 -            | 2009 HT18                | 19 aprile 2009    | Spacewatch             |
| 400652 -            | 2009 HZ24                | 17 aprile 2009    | Spacewatch             |
| 400653 -            | 2009 HU25                | 31 marzo 2009     | Spacewatch             |
| 400654 -            | 2009 HZ29                | 19 aprile 2009    | Spacewatch             |
| 400655 -            | 2009 HM38                | 26 marzo 2009     | Mt. Lemmon Survey      |
| 400656 -            | 2009 HG40                | 14 settembre 2006 | Spacewatch             |
| 400657 -            | 2009 HL49                | 20 aprile 2009    | Spacewatch             |
| 400658 -            | 2009 HC55                | 31 marzo 2009     | Spacewatch             |
| 400659 -            | 2009 HO73                | 25 febbraio 2009  | Siding Spring Survey   |
| 400660 -            | 2009 HP83                | 23 aprile 2009    | Spacewatch             |
| 400661 -            | 2009 HQ88                | 30 aprile 2009    | OAM                    |
| 400662 -            | 2009 HN94                | 27 ottobre 2006   | Mt. Lemmon Survey      |
| 400663 -            | 2009 HB96                | 20 aprile 2009    | Spacewatch             |
| 400664 -            | 2009 HV99                | 22 aprile 2009    | Mt. Lemmon Survey      |
| 400665 -            | 2009 HW100               | 18 settembre 2006 | Spacewatch             |
| 400666 -            | 2009 HH104               | 23 aprile 2009    | Spacewatch             |
| 400667 -            | 2009 JS2                 | 30 marzo 2009     | Mt. Lemmon Survey      |
| 400668 -            | 2009 KG20                | 29 maggio 2009    | Mt. Lemmon Survey      |
| 400669 -            | 2009 LO1                 | 12 giugno 2009    | CSS                    |
| 400670 -            | 2009 MD8                 | 27 giugno 2009    | OAM                    |
| 400671 -            | 2009 MR9                 | 28 giugno 2009    | Pan-STARRS1            |
| 400672 -            | 2009 OO3                 | 28 maggio 2009    | Spacewatch             |
| 400673 Vitapolunina | 2009 OL5                 | 24 luglio 2009    | Kryachko, T. V.        |
| 400674 -            | 2009 OA15                | 30 luglio 2009    | Tozzi, F.              |
| 400675 -            | 2009 OS19                | 29 luglio 2009    | Cerro Burek            |
| 400676 -            | 2009 OA25                | 27 luglio 2009    | CSS                    |
| 400677 -            | 2009 PF                  | 2 agosto 2009     | OAM                    |
| 400678 -            | 2009 PG5                 | 15 agosto 2009    | OAM                    |
| 400679 -            | 2009 PZ7                 | 29 luglio 2009    | Spacewatch             |
| 400680 -            | 2009 PL9                 | 15 agosto 2009    | Spacewatch             |
| 400681 -            | 2009 PE12                | 15 agosto 2009    | CSS                    |
| 400682 -            | 2009 PX15                | 15 agosto 2009    | Spacewatch             |
| 400683 -            | 2009 PK20                | 15 agosto 2009    | Spacewatch             |
| 400684 -            | 2009 QN4                 | 17 agosto 2009    | CSS                    |
| 400685 -            | 2009 QN15                | 16 agosto 2009    | Spacewatch             |
| 400686 -            | 2009 QR30                | 21 agosto 2009    | LINEAR                 |
| 400687 -            | 2009 QB32                | 17 agosto 2009    | Spacewatch             |
| 400688 -            | 2009 QS34                | 28 agosto 2009    | OAM                    |
| 400689 -            | 2009 QD37                | 31 agosto 2009    | OAM                    |
| 400690 -            | 2009 QM43                | 27 agosto 2009    | OAM                    |
| 400691 -            | 2009 QV48                | 27 agosto 2009    | CSS                    |
| 400692 -            | 2009 QW55                | 27 agosto 2009    | Spacewatch             |
| 400693 -            | 2009 QC58                | 17 agosto 2009    | Spacewatch             |
| 400694 -            | 2009 QX58                | 17 agosto 2009    | Bickel, W.             |
| 400695 -            | 2009 QO59                | 21 agosto 2009    | LINEAR                 |
| 400696 -            | 2009 QH63                | 28 agosto 2009    | LINEAR                 |
| 400697 -            | 2009 RV4                 | 15 settembre 2009 | Elenin, L.             |
| 400698 -            | 2009 RG7                 | 10 settembre 2009 | CSS                    |
| 400699 -            | 2009 RB8                 | 12 settembre 2009 | Spacewatch             |
| 400700 -            | 2009 RJ10                | 12 settembre 2009 | Spacewatch             |

## 400701-400800
| Nome            | Designazione provvisoria | Data di scoperta  | Scopritore                  |
| --------------- | ------------------------ | ----------------- | --------------------------- |
| 400701 -        | 2009 RN14                | 12 settembre 2009 | Spacewatch                  |
| 400702 -        | 2009 RY14                | 12 settembre 2009 | Spacewatch                  |
| 400703 -        | 2009 RM17                | 12 settembre 2009 | Spacewatch                  |
| 400704 -        | 2009 RO32                | 14 settembre 2009 | CSS                         |
| 400705 -        | 2009 RR32                | 14 settembre 2009 | CSS                         |
| 400706 -        | 2009 RB34                | 14 settembre 2009 | Spacewatch                  |
| 400707 -        | 2009 RC39                | 15 settembre 2009 | Spacewatch                  |
| 400708 -        | 2009 RY52                | 15 settembre 2009 | Spacewatch                  |
| 400709 -        | 2009 RE64                | 21 giugno 2009    | Mt. Lemmon Survey           |
| 400710 -        | 2009 RE71                | 15 settembre 2009 | Spacewatch                  |
| 400711 -        | 2009 RV72                | 15 settembre 2009 | CSS                         |
| 400712 -        | 2009 SU1                 | 17 settembre 2009 | BATTeRS                     |
| 400713 -        | 2009 SX2                 | 16 settembre 2009 | Spacewatch                  |
| 400714 -        | 2009 SG10                | 14 ottobre 1998   | Spacewatch                  |
| 400715 -        | 2009 SM15                | 15 agosto 2009    | Spacewatch                  |
| 400716 -        | 2009 SE16                | 20 settembre 2009 | CSS                         |
| 400717 -        | 2009 SN53                | 17 settembre 2009 | CSS                         |
| 400718 -        | 2009 SZ62                | 17 settembre 2009 | Mt. Lemmon Survey           |
| 400719 -        | 2009 SD63                | 17 settembre 2009 | Mt. Lemmon Survey           |
| 400720 -        | 2009 SV80                | 27 agosto 2009    | Spacewatch                  |
| 400721 -        | 2009 SJ89                | 18 settembre 2009 | Mt. Lemmon Survey           |
| 400722 -        | 2009 SY96                | 20 novembre 2004  | CINEOS                      |
| 400723 -        | 2009 SF106               | 16 settembre 2009 | Mt. Lemmon Survey           |
| 400724 -        | 2009 SU155               | 12 settembre 2009 | Spacewatch                  |
| 400725 -        | 2009 SZ164               | 21 settembre 2009 | Mt. Lemmon Survey           |
| 400726 -        | 2009 SD172               | 28 settembre 2009 | Tenagra II                  |
| 400727 -        | 2009 SP179               | 29 agosto 2009    | Spacewatch                  |
| 400728 -        | 2009 SZ205               | 22 settembre 2009 | Spacewatch                  |
| 400729 -        | 2009 SJ229               | 29 settembre 2009 | Tozzi, F.                   |
| 400730 -        | 2009 SG268               | 24 settembre 2009 | Spacewatch                  |
| 400731 -        | 2009 SO306               | 18 agosto 2009    | Spacewatch                  |
| 400732 -        | 2009 SZ331               | 20 settembre 2009 | Mt. Lemmon Survey           |
| 400733 -        | 2009 SK344               | 18 settembre 2009 | CSS                         |
| 400734 -        | 2009 SL344               | 18 settembre 2009 | CSS                         |
| 400735 -        | 2009 SD347               | 27 settembre 2009 | CSS                         |
| 400736 -        | 2009 SX358               | 19 settembre 2009 | Cernis, K., Zdanavicius, J. |
| 400737 -        | 2009 TH45                | 15 ottobre 2009   | CSS                         |
| 400738 -        | 2009 TP45                | 15 ottobre 2009   | CSS                         |
| 400739 -        | 2009 UK3                 | 18 ottobre 2009   | Muler, G.                   |
| 400740 -        | 2009 UY37                | 22 ottobre 2009   | Mt. Lemmon Survey           |
| 400741 -        | 2009 UP61                | 24 febbraio 2006  | Spacewatch                  |
| 400742 -        | 2009 UX90                | 16 ottobre 2009   | CSS                         |
| 400743 -        | 2009 UZ121               | 26 ottobre 2009   | CSS                         |
| 400744 -        | 2009 UL128               | 27 ottobre 2009   | OAM                         |
| 400745 -        | 2009 UV130               | 26 ottobre 2009   | Mt. Lemmon Survey           |
| 400746 -        | 2009 UG139               | 27 ottobre 2009   | Mt. Lemmon Survey           |
| 400747 -        | 2009 UK151               | 17 ottobre 2009   | CSS                         |
| 400748 -        | 2009 UP153               | 25 ottobre 2009   | Spacewatch                  |
| 400749 -        | 2009 VY26                | 8 novembre 2009   | Spacewatch                  |
| 400750 -        | 2009 VR63                | 8 novembre 2009   | Spacewatch                  |
| 400751 -        | 2009 VS106               | 10 novembre 2009  | CSS                         |
| 400752 -        | 2009 WE218               | 28 settembre 2009 | Spacewatch                  |
| 400753 -        | 2009 WR259               | 27 novembre 2009  | Mt. Lemmon Survey           |
| 400754 -        | 2009 WN263               | 19 novembre 2009  | Mt. Lemmon Survey           |
| 400755 -        | 2009 YF16                | 19 dicembre 2009  | Mt. Lemmon Survey           |
| 400756 -        | 2010 AR121               | 25 settembre 2009 | CSS                         |
| 400757 -        | 2010 BK96                | 27 gennaio 2010   | WISE                        |
| 400758 -        | 2010 CW4                 | 8 febbraio 2010   | Spacewatch                  |
| 400759 -        | 2010 CG43                | 13 febbraio 2010  | Mt. Lemmon Survey           |
| 400760 -        | 2010 CD70                | 8 gennaio 2010    | Spacewatch                  |
| 400761 -        | 2010 CV76                | 13 febbraio 2010  | Spacewatch                  |
| 400762 -        | 2010 CH89                | 14 febbraio 2010  | Mt. Lemmon Survey           |
| 400763 -        | 2010 CH104               | 14 febbraio 2010  | Spacewatch                  |
| 400764 -        | 2010 CH114               | 12 marzo 2003     | Spacewatch                  |
| 400765 -        | 2010 CS115               | 14 febbraio 2010  | Mt. Lemmon Survey           |
| 400766 -        | 2010 CO117               | 15 febbraio 2010  | Spacewatch                  |
| 400767 -        | 2010 CC148               | 13 febbraio 2010  | Mt. Lemmon Survey           |
| 400768 -        | 2010 CV152               | 14 febbraio 2010  | Spacewatch                  |
| 400769 -        | 2010 DK3                 | 16 febbraio 2010  | Spacewatch                  |
| 400770 -        | 2010 DZ8                 | 16 febbraio 2010  | Spacewatch                  |
| 400771 -        | 2010 DC16                | 17 febbraio 2010  | WISE                        |
| 400772 -        | 2010 DF49                | 16 febbraio 2010  | Spacewatch                  |
| 400773 -        | 2010 DH52                | 21 febbraio 2010  | WISE                        |
| 400774 -        | 2010 EG14                | 5 marzo 2010      | WISE                        |
| 400775 -        | 2010 EK21                | 9 marzo 2010      | Schwab, E., Kling, R.       |
| 400776 -        | 2010 EQ31                | 4 marzo 2010      | Spacewatch                  |
| 400777 -        | 2010 EF32                | 4 marzo 2010      | Spacewatch                  |
| 400778 -        | 2010 EO42                | 5 aprile 2000     | LINEAR                      |
| 400779 -        | 2010 EQ70                | 12 marzo 2010     | Spacewatch                  |
| 400780 -        | 2010 ER73                | 13 marzo 2010     | Mt. Lemmon Survey           |
| 400781 -        | 2010 EF85                | 13 marzo 2010     | Spacewatch                  |
| 400782 -        | 2010 ES99                | 14 marzo 2010     | Spacewatch                  |
| 400783 -        | 2010 EZ108               | 14 marzo 2010     | Spacewatch                  |
| 400784 -        | 2010 EC125               | 12 marzo 2010     | CSS                         |
| 400785 -        | 2010 EY128               | 12 marzo 2010     | Spacewatch                  |
| 400786 -        | 2010 ES133               | 5 gennaio 2006    | Mt. Lemmon Survey           |
| 400787 -        | 2010 EA134               | 5 marzo 2010      | Spacewatch                  |
| 400788 -        | 2010 EO134               | 10 agosto 2007    | Spacewatch                  |
| 400789 -        | 2010 EK135               | 13 marzo 2010     | Spacewatch                  |
| 400790 -        | 2010 EQ135               | 13 marzo 2010     | Spacewatch                  |
| 400791 -        | 2010 ER136               | 12 marzo 2010     | Spacewatch                  |
| 400792 -        | 2010 FS6                 | 15 marzo 2010     | Mt. Lemmon Survey           |
| 400793 -        | 2010 FF16                | 26 settembre 2008 | Spacewatch                  |
| 400794 -        | 2010 FZ24                | 26 dicembre 2005  | Spacewatch                  |
| 400795 -        | 2010 FN57                | 20 marzo 2010     | Spacewatch                  |
| 400796 Douglass | 2010 FQ77                | 31 marzo 2010     | WISE                        |
| 400797 -        | 2010 FP87                | 21 marzo 2010     | Spacewatch                  |
| 400798 -        | 2010 FQ92                | 14 febbraio 2010  | CSS                         |
| 400799 -        | 2010 GW15                | 3 aprile 2010     | WISE                        |
| 400800 -        | 2010 GT28                | 7 aprile 2010     | OAM                         |

## 400801-400900
| Nome                   | Designazione provvisoria | Data di scoperta  | Scopritore        |
| ---------------------- | ------------------------ | ----------------- | ----------------- |
| 400801 -               | 2010 GJ66                | 7 aprile 2010     | CSS               |
| 400802 -               | 2010 GM97                | 7 aprile 2010     | Spacewatch        |
| 400803 -               | 2010 GB98                | 10 aprile 2010    | Spacewatch        |
| 400804 -               | 2010 GD108               | 2 febbraio 2006   | Mt. Lemmon Survey |
| 400805 -               | 2010 GD110               | 9 aprile 2010     | Spacewatch        |
| 400806 -               | 2010 GC115               | 10 aprile 2010    | Mt. Lemmon Survey |
| 400807 -               | 2010 GN115               | 9 aprile 2003     | Spacewatch        |
| 400808 -               | 2010 GB136               | 4 maggio 2006     | Mt. Lemmon Survey |
| 400809 -               | 2010 GL143               | 10 aprile 2010    | Mt. Lemmon Survey |
| 400810 -               | 2010 GV143               | 10 aprile 2010    | Mt. Lemmon Survey |
| 400811 Gillesfontaine  | 2010 GF153               | 15 aprile 2010    | WISE              |
| 400812 -               | 2010 GH160               | 7 novembre 2008   | Mt. Lemmon Survey |
| 400813 -               | 2010 GX161               | 27 febbraio 2006  | Spacewatch        |
| 400814 -               | 2010 HP77                | 20 aprile 2010    | Spacewatch        |
| 400815 -               | 2010 HU79                | 20 aprile 2010    | Spacewatch        |
| 400816 -               | 2010 HQ101               | 30 aprile 2010    | WISE              |
| 400817 -               | 2010 HO108               | 6 marzo 2006      | Mt. Lemmon Survey |
| 400818 -               | 2010 JV29                | 3 maggio 2010     | Spacewatch        |
| 400819 -               | 2010 JQ33                | 9 aprile 2010     | Spacewatch        |
| 400820 -               | 2010 JS40                | 7 aprile 2010     | Spacewatch        |
| 400821 -               | 2010 JU40                | 4 febbraio 1995   | Spacewatch        |
| 400822 -               | 2010 JD85                | 7 maggio 2010     | Mt. Lemmon Survey |
| 400823 -               | 2010 JN85                | 24 marzo 2006     | Spacewatch        |
| 400824 -               | 2010 JM109               | 12 maggio 2010    | WISE              |
| 400825 -               | 2010 JP110               | 10 febbraio 2010  | WISE              |
| 400826 -               | 2010 JU153               | 12 maggio 2010    | Mt. Lemmon Survey |
| 400827 -               | 2010 JJ157               | 31 marzo 2003     | Spacewatch        |
| 400828 -               | 2010 JV167               | 11 maggio 2010    | Mt. Lemmon Survey |
| 400829 -               | 2010 KB32                | 19 maggio 2010    | WISE              |
| 400830 -               | 2010 KU36                | 9 settembre 2007  | Spacewatch        |
| 400831 -               | 2010 KT78                | 26 maggio 2010    | WISE              |
| 400832 -               | 2010 KT79                | 25 maggio 2010    | WISE              |
| 400833 -               | 2010 KR103               | 29 maggio 2010    | WISE              |
| 400834 -               | 2010 KO117               | 19 maggio 2010    | CSS               |
| 400835 -               | 2010 KY120               | 31 maggio 2010    | WISE              |
| 400836 -               | 2010 LB38                | 6 giugno 2010     | WISE              |
| 400837 -               | 2010 LP41                | 7 giugno 2010     | WISE              |
| 400838 -               | 2010 LS51                | 8 giugno 2010     | WISE              |
| 400839 -               | 2010 LE60                | 9 giugno 2010     | WISE              |
| 400840 -               | 2010 LH67                | 7 maggio 2010     | Mt. Lemmon Survey |
| 400841 -               | 2010 LN75                | 10 giugno 2010    | WISE              |
| 400842 -               | 2010 LJ82                | 11 giugno 2010    | WISE              |
| 400843 -               | 2010 LQ101               | 13 giugno 2010    | WISE              |
| 400844 -               | 2010 LE107               | 27 febbraio 2006  | Spacewatch        |
| 400845 -               | 2010 LU129               | 15 giugno 2010    | WISE              |
| 400846 -               | 2010 MR2                 | 31 dicembre 2002  | LINEAR            |
| 400847 -               | 2010 MH11                | 17 giugno 2010    | WISE              |
| 400848 -               | 2010 MB20                | 18 giugno 2010    | WISE              |
| 400849 -               | 2010 MS21                | 18 giugno 2010    | WISE              |
| 400850 -               | 2010 ML32                | 2 ottobre 2006    | Mt. Lemmon Survey |
| 400851 -               | 2010 MQ32                | 22 ottobre 2006   | Spacewatch        |
| 400852 -               | 2010 MK38                | 21 giugno 2010    | WISE              |
| 400853 -               | 2010 MM102               | 29 giugno 2010    | WISE              |
| 400854 -               | 2010 MA105               | 9 marzo 2008      | Mt. Lemmon Survey |
| 400855 -               | 2010 MN113               | 21 giugno 2010    | Mt. Lemmon Survey |
| 400856 -               | 2010 MQ115               | 1º luglio 2010    | WISE              |
| 400857 -               | 2010 NJ36                | 8 luglio 2010     | WISE              |
| 400858 -               | 2010 NV53                | 28 febbraio 2008  | Mt. Lemmon Survey |
| 400859 -               | 2010 ND56                | 21 novembre 2001  | LINEAR            |
| 400860 -               | 2010 NQ57                | 10 luglio 2010    | WISE              |
| 400861 -               | 2010 NA59                | 11 luglio 2010    | WISE              |
| 400862 -               | 2010 NC66                | 6 luglio 2010     | Spacewatch        |
| 400863 -               | 2010 NY66                | 4 novembre 2007   | Mt. Lemmon Survey |
| 400864 -               | 2010 NJ109               | 25 ottobre 2005   | Spacewatch        |
| 400865 -               | 2010 OR12                | 31 marzo 2009     | Spacewatch        |
| 400866 -               | 2010 OD18                | 18 luglio 2010    | WISE              |
| 400867 -               | 2010 ON27                | 14 settembre 2005 | Spacewatch        |
| 400868 -               | 2010 OT30                | 20 luglio 2010    | WISE              |
| 400869 -               | 2010 OM36                | 21 luglio 2010    | WISE              |
| 400870 -               | 2010 OP40                | 18 aprile 2009    | Mt. Lemmon Survey |
| 400871 -               | 2010 OC44                | 22 luglio 2010    | WISE              |
| 400872 -               | 2010 OG59                | 7 luglio 1997     | Spacewatch        |
| 400873 -               | 2010 OL82                | 8 agosto 2004     | LINEAR            |
| 400874 -               | 2010 OD89                | 27 luglio 2010    | WISE              |
| 400875 -               | 2010 OF93                | 28 luglio 2010    | WISE              |
| 400876 -               | 2010 OA107               | 29 luglio 2010    | WISE              |
| 400877 -               | 2010 OT120               | 31 luglio 2010    | WISE              |
| 400878 -               | 2010 PC10                | 4 agosto 2010     | LINEAR            |
| 400879 -               | 2010 PU21                | 22 novembre 2005  | Spacewatch        |
| 400880 -               | 2010 PW53                | 8 agosto 2010     | WISE              |
| 400881 Vladimírdolinay | 2010 PY56                | 7 agosto 2010     | Vorobjov, T.      |
| 400882 -               | 2010 PX75                | 14 agosto 2010    | Spacewatch        |
| 400883 -               | 2010 PF76                | 11 agosto 2010    | OAM               |
| 400884 -               | 2010 PK80                | 7 aprile 2008     | Spacewatch        |
| 400885 -               | 2010 QV4                 | 30 agosto 2010    | OAM               |
| 400886 -               | 2010 QE5                 | 29 febbraio 2004  | Spacewatch        |
| 400887 -               | 2010 RQ5                 | 19 ottobre 2006   | Mt. Lemmon Survey |
| 400888 -               | 2010 RD24                | 3 settembre 2010  | Mt. Lemmon Survey |
| 400889 -               | 2010 RP39                | 2 settembre 2010  | LINEAR            |
| 400890 -               | 2010 RX39                | 3 settembre 2010  | LINEAR            |
| 400891 -               | 2010 RT49                | 8 maggio 2005     | Spacewatch        |
| 400892 -               | 2010 RO50                | 26 marzo 2008     | Mt. Lemmon Survey |
| 400893 -               | 2010 RF59                | 5 settembre 2010  | OAM               |
| 400894 -               | 2010 RP98                | 30 settembre 2006 | Mt. Lemmon Survey |
| 400895 -               | 2010 RN102               | 8 luglio 2010     | WISE              |
| 400896 -               | 2010 RR113               | 22 agosto 2004    | Spacewatch        |
| 400897 -               | 2010 RF118               | 13 febbraio 2008  | Spacewatch        |
| 400898 -               | 2010 RR120               | 6 aprile 2008     | Spacewatch        |
| 400899 -               | 2010 RB132               | 22 aprile 2009    | Mt. Lemmon Survey |
| 400900 -               | 2010 RY141               | 9 ottobre 2005    | Spacewatch        |

## 400901-401000
| Nome     | Designazione provvisoria | Data di scoperta  | Scopritore                                                |
| -------- | ------------------------ | ----------------- | --------------------------------------------------------- |
| 400901 - | 2010 RM155               | 22 febbraio 2007  | Spacewatch                                                |
| 400902 - | 2010 RG162               | 26 settembre 2005 | Spacewatch                                                |
| 400903 - | 2010 RB165               | 9 settembre 2010  | Spacewatch                                                |
| 400904 - | 2010 RG176               | 10 settembre 2010 | Spacewatch                                                |
| 400905 - | 2010 RC184               | 9 febbraio 2007   | Mt. Lemmon Survey                                         |
| 400906 - | 2010 SP5                 | 29 ottobre 2005   | CSS                                                       |
| 400907 - | 2010 SB42                | 11 settembre 2001 | LINEAR                                                    |
| 400908 - | 2010 TN18                | 10 febbraio 2008  | Spacewatch                                                |
| 400909 - | 2010 TY24                | 6 aprile 2008     | Spacewatch                                                |
| 400910 - | 2010 TV46                | 13 febbraio 2004  | Spacewatch                                                |
| 400911 - | 2010 TH49                | 2 ottobre 2010    | Spacewatch                                                |
| 400912 - | 2010 TW88                | 27 agosto 2005    | Spacewatch                                                |
| 400913 - | 2010 TS101               | 30 agosto 2005    | Spacewatch                                                |
| 400914 - | 2010 TM104               | 4 settembre 2010  | Spacewatch                                                |
| 400915 - | 2010 TW110               | 9 ottobre 2010    | CSS                                                       |
| 400916 - | 2010 TX115               | 16 novembre 2006  | Spacewatch                                                |
| 400917 - | 2010 TD149               | 28 marzo 2008     | Spacewatch                                                |
| 400918 - | 2010 TN149               | 12 ottobre 2010   | Spacewatch                                                |
| 400919 - | 2010 TC160               | 28 aprile 2008    | Mt. Lemmon Survey                                         |
| 400920 - | 2010 TA166               | 30 novembre 2005  | Spacewatch                                                |
| 400921 - | 2010 TB174               | 6 giugno 2005     | Spacewatch                                                |
| 400922 - | 2010 TC181               | 17 aprile 2009    | Spacewatch                                                |
| 400923 - | 2010 TR187               | 8 agosto 2004     | LINEAR                                                    |
| 400924 - | 2010 UO3                 | 14 dicembre 2001  | LINEAR                                                    |
| 400925 - | 2010 UU9                 | 14 settembre 2004 | LONEOS                                                    |
| 400926 - | 2010 UO25                | 28 ottobre 2010   | Spacewatch                                                |
| 400927 - | 2010 UD28                | 5 settembre 2010  | Mt. Lemmon Survey                                         |
| 400928 - | 2010 UA43                | 19 ottobre 2010   | Mt. Lemmon Survey                                         |
| 400929 - | 2010 UB45                | 11 novembre 1996  | Spacewatch                                                |
| 400930 - | 2010 UG58                | 29 ottobre 2010   | Spacewatch                                                |
| 400931 - | 2010 UV58                | 29 ottobre 2010   | Spacewatch                                                |
| 400932 - | 2010 UT78                | 3 settembre 2010  | Mt. Lemmon Survey                                         |
| 400933 - | 2010 UZ92                | 23 settembre 2004 | Spacewatch                                                |
| 400934 - | 2010 UP94                | 26 giugno 2010    | WISE                                                      |
| 400935 - | 2010 UE107               | 8 ottobre 1999    | LINEAR                                                    |
| 400936 - | 2010 VP5                 | 7 aprile 2008     | Spacewatch                                                |
| 400937 - | 2010 VH25                | 14 ottobre 2010   | Mt. Lemmon Survey                                         |
| 400938 - | 2010 VD29                | 4 dicembre 2005   | Mt. Lemmon Survey                                         |
| 400939 - | 2010 VH30                | 27 gennaio 2007   | Mt. Lemmon Survey                                         |
| 400940 - | 2010 VG31                | 7 ottobre 1999    | LINEAR                                                    |
| 400941 - | 2010 VD40                | 21 dicembre 2005  | Spacewatch                                                |
| 400942 - | 2010 VT45                | 7 gennaio 2006    | Spacewatch                                                |
| 400943 - | 2010 VA47                | 13 ottobre 2010   | Mt. Lemmon Survey                                         |
| 400944 - | 2010 VF64                | 6 novembre 2010   | Mt. Lemmon Survey                                         |
| 400945 - | 2010 VO65                | 6 novembre 2005   | Mt. Lemmon Survey                                         |
| 400946 - | 2010 VJ83                | 29 agosto 2005    | Spacewatch                                                |
| 400947 - | 2010 VT90                | 4 dicembre 2005   | Spacewatch                                                |
| 400948 - | 2010 VJ112               | 30 ottobre 2010   | Spacewatch                                                |
| 400949 - | 2010 VX114               | 29 luglio 2009    | Spacewatch                                                |
| 400950 - | 2010 VU115               | 13 ottobre 2010   | Mt. Lemmon Survey                                         |
| 400951 - | 2010 VM118               | 30 ottobre 2010   | Spacewatch                                                |
| 400952 - | 2010 VO125               | 27 gennaio 2007   | Mt. Lemmon Survey                                         |
| 400953 - | 2010 VP125               | 30 aprile 2008    | Mt. Lemmon Survey                                         |
| 400954 - | 2010 VH128               | 12 agosto 2010    | Spacewatch                                                |
| 400955 - | 2010 VG142               | 20 settembre 1998 | Spacewatch                                                |
| 400956 - | 2010 VH143               | 17 febbraio 2007  | Spacewatch                                                |
| 400957 - | 2010 VD169               | 10 gennaio 2007   | Mt. Lemmon Survey                                         |
| 400958 - | 2010 VQ181               | 29 aprile 2008    | Mt. Lemmon Survey                                         |
| 400959 - | 2010 VG182               | 11 settembre 2010 | Mt. Lemmon Survey                                         |
| 400960 - | 2010 VB201               | 30 dicembre 2005  | Spacewatch                                                |
| 400961 - | 2010 VC204               | 9 agosto 2004     | LINEAR                                                    |
| 400962 - | 2010 VF213               | 27 luglio 2010    | WISE                                                      |
| 400963 - | 2010 VH216               | 31 marzo 2008     | Mt. Lemmon Survey                                         |
| 400964 - | 2010 WZ2                 | 26 novembre 2005  | Spacewatch                                                |
| 400965 - | 2010 WA3                 | 18 settembre 2010 | Mt. Lemmon Survey                                         |
| 400966 - | 2010 WT4                 | 11 ottobre 2004   | Spacewatch                                                |
| 400967 - | 2010 WD8                 | 17 settembre 2004 | LONEOS                                                    |
| 400968 - | 2010 WF8                 | 31 ottobre 2010   | Spacewatch                                                |
| 400969 - | 2010 WS11                | 16 novembre 2010  | Mt. Lemmon Survey                                         |
| 400970 - | 2010 WO12                | 16 novembre 2010  | Mt. Lemmon Survey                                         |
| 400971 - | 2010 WG20                | 4 ottobre 2004    | Spacewatch                                                |
| 400972 - | 2010 XX17                | 9 novembre 2004   | CSS                                                       |
| 400973 - | 2010 XK19                | 7 gennaio 1994    | Spacewatch                                                |
| 400974 - | 2010 XQ35                | 30 aprile 2008    | Mt. Lemmon Survey                                         |
| 400975 - | 2010 XE36                | 1º ottobre 2005   | Spacewatch                                                |
| 400976 - | 2010 XE42                | 17 agosto 2009    | CSS                                                       |
| 400977 - | 2010 XM42                | 27 settembre 2006 | Mt. Lemmon Survey                                         |
| 400978 - | 2010 XH45                | 19 marzo 2007     | Mt. Lemmon Survey                                         |
| 400979 - | 2010 XM53                | 11 novembre 2010  | Mt. Lemmon Survey                                         |
| 400980 - | 2010 XJ56                | 26 marzo 2007     | CSS                                                       |
| 400981 - | 2010 XT71                | 11 novembre 2004  | Spacewatch                                                |
| 400982 - | 2010 XX76                | 13 novembre 2010  | Spacewatch                                                |
| 400983 - | 2010 XK83                | 5 gennaio 2000    | Spacewatch                                                |
| 400984 - | 2010 XT86                | 29 luglio 2009    | Spacewatch                                                |
| 400985 - | 2010 YA1                 | 1º ottobre 2005   | Mt. Lemmon Survey                                         |
| 400986 - | 2011 AZ27                | 10 dicembre 2004  | CSS                                                       |
| 400987 - | 2011 AB40                | 30 gennaio 2006   | Spacewatch                                                |
| 400988 - | 2011 AX43                | 8 dicembre 2010   | Mt. Lemmon Survey                                         |
| 400989 - | 2011 BL22                | 29 dicembre 2003  | Spacewatch                                                |
| 400990 - | 2011 BB61                | 15 dicembre 2004  | LINEAR                                                    |
| 400991 - | 2011 CX24                | 7 dicembre 2004   | LINEAR                                                    |
| 400992 - | 2011 CJ42                | 28 gennaio 2006   | Mt. Lemmon Survey                                         |
| 400993 - | 2011 CZ117               | 2 marzo 2006      | CSS                                                       |
| 400994 - | 2011 EC86                | 13 gennaio 2008   | Mt. Lemmon Survey                                         |
| 400995 - | 2011 GN41                | 16 settembre 2006 | Spacewatch                                                |
| 400996 - | 2011 OO17                | 27 giugno 2011    | Spacewatch                                                |
| 400997 - | 2011 QX9                 | 31 ottobre 2008   | Spacewatch                                                |
| 400998 - | 2011 QE10                | 9 agosto 2004     | LONEOS                                                    |
| 400999 - | 2011 QG11                | 13 marzo 2007     | Spacewatch                                                |
| 401000 - | 2011 QV13                | 8 settembre 1977  | van Houten, C. J., van Houten-Groeneveld, I., Gehrels, T. |